# La cena de los idiotas (película de 1998)
La cena de los idiotas (Le Dîner de cons en su título original) es una película francesa de 1998 escrita y dirigida por Francis Veber, basada en su obra de teatro homónima, en la que Jacques Villeret ya interpretó el mismo papel.
La película recibió una espléndida crítica, avalada por la experiencia de la obra teatral, y fue una de las películas con mayor recaudación del año en Francia. Fue nominada a seis premios César, de los cuales ganó tres.

## Sinopsis
Pierre Brochant, un editor parisino, se reúne cada miércoles con sus amigos en una cena en la que se disputan el honor de ser quien lleve al invitado más estúpido que puedan encontrar, para que todos puedan reírse de él. Al final de la cena, eligen al «campeón». 
En esta ocasión, Brochant todavía no ha encontrado a ninguno, por lo que se deja aconsejar por un amigo, que le recomienda a François Pignon, un funcionario del Ministerio de Hacienda cuya afición es construir maquetas de edificios con cerillas. Como aún no lo conoce, Brochant decide invitarlo a su casa antes de ir a la cena, lo cual resultará ser una de las peores decisiones que jamás haya tomado.

## Argumento
Pierre Brochant, editor parisino, asiste a una "cena de idiotas" semanal, en la que los invitados, que son empresarios parisinos de moda y prominentes, deben llevar a un "idiota" inadvertido. El "idiota" ideal suele ser alguien obsesionado por una afición o un tema ridículo, del que los demás invitados pueden ridiculizar sutilmente durante toda la velada sin que el idiota se dé cuenta. Al final de la cena, se selecciona al "idiota campeón" de la noche entre los empresarios.
Con la ayuda de un "cazador de idiotas", Brochant consigue encontrar una "joya", François Pignon, un vivaz empleado del Ministerio de Economía, Finanzas e Industria (al que Brochant, un evasor fiscal, detesta). Pignon siente pasión por construir réplicas con cerillas de monumentos famosos como la torre Eiffel. Poco después de invitar a Pignon a su casa, Brochant sufre de repente un dolor de espalda mientras juega al golf en su exclusivo club de campo. Su esposa, Christine, lo abandona poco antes de que Pignon llegue a su apartamento, ya que se da cuenta de que Brochant todavía quiere ir a la "cena de idiotas". Brochant inicialmente quiere que Pignon se vaya, pero en cambio se vuelve dependiente de él, debido a su problema de espalda y su necesidad de resolver sus problemas de relación.
Solicita la ayuda de Pignon para hacer una serie de llamadas telefónicas para localizar a su esposa, pero Pignon comete errores cada vez, incluyendo revelar a su esposa Christine la existencia de la amante de Brochant, Marlene Sasseur (pensando que es la hermana de Brochant, ya que su nombre suena como "sa sœur"). También invita al inspector de Hacienda Lucien Cheval a la casa de Brochant, donde Brochant se ve obligado a esconder rápidamente la mayoría de sus objetos de valor en un intento de disfrazar su evasión fiscal.
Mientras tanto, Brochant consigue reconciliarse con un viejo amigo, Juste Leblanc, a quien le robó a Christine, y a través de los acontecimientos de la noche se ve obligado a revaluar sus errores. Brochant casi consigue reconciliarse con Christine cuando Pignon la llama para contarle todos los esfuerzos que ha hecho Brochant ese día para enderezar su vida, incluyendo romper con su amante, reconciliarse con su mejor amigo, y querer enmendar su situación con ella. Christine, escéptica, le pregunta a Pignon si Brochant está con él para asesorarlo. Aunque Brochant está a su lado, sorprendido por la gracia con la que Pignon ha logrado describir su arrepentimiento a Christine, Pignon miente y dice que ha dejado a Brochant y que llama desde una cabina telefónica. Sin embargo, cuando Christine, ablandada, llama a Brochant a su casa para hablar de la reconciliación, Pignon, fiel a su estilo, coge el teléfono y Christine cuelga, convencida erróneamente de que Brochant ha manipulado el elocuente relato de Pignon. La película termina con Brochant culpando nuevamente a Pignon de haber arruinado su vida.

## Reparto

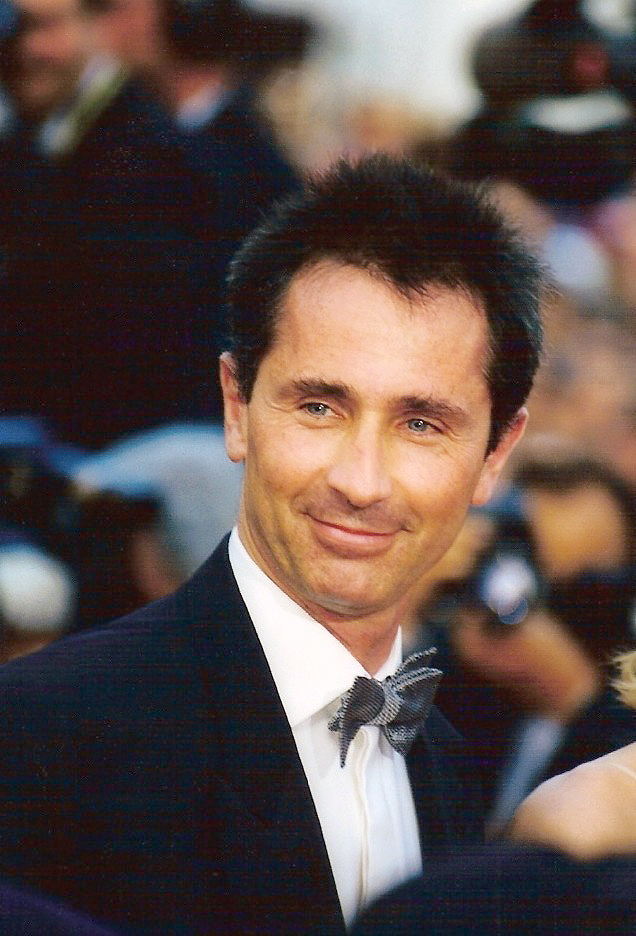
Thierry Lhermitte en el Festival de Cannes de 1998.

- Jacques Villeret – François Pignon, empleado del ministerio de Hacienda
- Thierry Lhermitte – Pierre Brochant, editor
- Francis Huster – Juste Leblanc, escritor y viejo amigo de Brochant
- Alexandra Vandernoot – Christine Brochant, exnovia de Leblanc y esposa de Brochant
- Daniel Prévost – Lucien Cheval, inspector de Hacienda y amigo de Pignon
- Catherine Frot – Marlène Sasseur, amante de Brochant
- Edgar Givry – Jean Cordier, amigo de Brochant
- Christian Pereira – Dr. Sorbier
- Pétronille Moss – Louisette Blond, compañera de trabajo de Pignon
- Bernard Alane – Voz de Pascal Meneaux al teléfono

## Recepción
La película recibió críticas positivas. En Rotten Tomatoes tiene una aprobación del 74%, basada en 46 reseñas, con una puntuación media de 6.8/10. En Metacritic recibió una puntuación de 73 basada 19 reseñas, indicando "críticas generalmente favorables". En FilmAffinity tiene una puntuación media de 7.1, basada en 116 reseñas.

## Premios
| Año  | Premio                        | Categoría                         | Candidato              | Resultado |
| ---- | ----------------------------- | --------------------------------- | ---------------------- | --------- |
| 1999 | Premios César (XXIV edición)  | Mejor película                    | Francis Veber          | Nominado  |
| 1999 | Premios César (XXIV edición)  | Mejor director                    | Francis Veber          | Nominado  |
| 1999 | Premios César (XXIV edición)  | Mejor guion original o adaptación | Francis Veber          | Ganador   |
| 1999 | Premios César (XXIV edición)  | Mejor actor                       | Jacques Villeret       | Ganador   |
| 1999 | Premios César (XXIV edición)  | Mejor actor secundario            | Daniel Prévost         | Ganador   |
| 1999 | Premios César (XXIV edición)  | Mejor actriz secundaria           | Catherine Frot         | Nominada  |
| 1999 | Premios Lumières (IV edición) | Mejor guion                       | Francis Veber          | Ganador   |
| 1999 | Premios Lumières (IV edición) | Mejor actor                       | Jacques Villeret       | Ganador   |
| 2000 | Premios Goya (XIV edición)    | Mejor película europea            | Mejor película europea | Nominada  |

## Información adicional
- Las «cenas de idiotas» llegaron a existir realmente: André Pousse relata en su autobiografía que las organizaba junto a Michel Audiard, basándose en una idea de Jean Castel.[4]
- Con nueve millones de entradas vendidas, fue la segunda película con mayor recaudación en Francia de 1998, sólo por detrás de Titanic.[5][6]
- El nombre de François Pignon es recurrente en las obras de  Francis Veber. Personajes con ese nombre fueron interpretados por Jacques Brel en L'Emmerdeur (1973), con guion de Veber; Pierre Richard en Les Compères (1983) y Les Fugitifs (1986); Daniel Auteuil en Le Placard (2001); Gad Elmaleh en El juego de los idiotas (2006) y Patrick Timsit en una nueva versión de L'Emmerdeur (2008).
- La canción que suena durante los títulos de crédito iniciales es Le temps ne fait rien à l'affaire, de Georges Brassens.
- Aunque la película transcurre casi íntegramente en interiores, utiliza una relación de aspecto de 2.35:1, que normalmente se utiliza para paisajes panorámicos.
- La «cena» es un claro ejemplo de macguffin, ya que aunque la historia gira en torno a ella, no afecta en nada al argumento.
- Al principio de la película, François Pignon viaja junto a Jean Cordier en el TGV. Durante su viaje se ven lugares como la estación de Vendôme-TGV, la estación de Ruffec y la estación de París-Montparnasse.
- Francis Veber se inspiró en el futbolista Just Fontaine para el nombre del personaje de «Juste Leblanc».[7]

## Versiones posteriores
- Bheja Fry (Cerebro frito), película india del año 2007.
- Dinner for Schmucks, película estadounidense del año 2010 dirigida por Jay Roach y protagonizada por Steve Carell y Paul Rudd.